# Draguignan (quận)
Quận  Draguignan là một quận của Pháp, nằm ở tỉnh Var, ở Provence-Alpes-Côte d'Azur. Quận này có 12 tổng và  58 xã. 

## Các đơn vị hành chính

### Các tổng
Các tổng của quận Draguignan là: 
1. Callas
2. Comps-sur-Artuby
3. Draguignan
4. Fayence
5. Fréjus
6. Grimaud
7. Lorgues
8. Le Luc
9. Le Muy
10. Saint-Raphaël
11. Saint-Tropez
12. Salernes

### Các xã
Các xã của quận Draguignan, và mã INSEE  là: 
| 1. Ampus (83003)                    | 2. Bagnols-en-Forêt (83008) | 3. Bargemon (83011)               | 4. Bargème (83010)                |
| 5. Brenon (83022)                   | 6. Callas (83028)           | 7. Callian (83029)                | 8. Cavalaire-sur-Mer (83036)      |
| 9. Châteaudouble (83038)            | 10. Châteauvieux (83040)    | 11. Claviers (83041)              | 12. Cogolin (83042)               |
| 13. Comps-sur-Artuby (83044)        | 14. Draguignan (83050)      | 15. Fayence (83055)               | 16. Figanières (83056)            |
| 17. Flayosc (83058)                 | 18. Fréjus (83061)          | 19. Gassin (83065)                | 20. Grimaud (83068)               |
| 21. La Bastide (83013)              | 22. La Croix-Valmer (83048) | 23. La Garde-Freinet (83063)      | 24. La Martre (83074)             |
| 25. La Motte (83085)                | 26. La Môle (83079)         | 27. La Roque-Esclapon (83109)     | 28. Le Bourguet (83020)           |
| 29. Le Cannet-des-Maures (83031)    | 30. Le Luc (83073)          | 31. Le Muy (83086)                | 32. Le Thoronet (83136)           |
| 33. Les Adrets-de-l'Estérel (83001) | 34. Les Arcs (83004)        | 35. Les Mayons (83075)            | 36. Lorgues (83072)               |
| 37. Mons (83080)                    | 38. Montauroux (83081)      | 39. Montferrat (83082)            | 40. Le Plan-de-la-Tour (83094)    |
| 41. Puget-sur-Argens (83099)        | 42. Ramatuelle (83101)      | 43. Rayol-Canadel-sur-Mer (83152) | 44. Roquebrune-sur-Argens (83107) |
| 45. Saint-Paul-en-Forêt (83117)     | 46. Saint-Raphaël (83118)   | 47. Saint-Tropez (83119)          | 48. Sainte-Maxime (83115)         |
| 49. Salernes (83121)                | 50. Seillans (83124)        | 51. Tanneron (83133)              | 52. Taradeau (83134)              |
| 53. Tourrettes (83138)              | 54. Tourtour (83139)        | 55. Trans-en-Provence (83141)     | 56. Trigance (83142)              |
| 57. Vidauban (83148)                | 58. Villecroze (83149)      |                                   |                                   |